# Конрад Цузе
Конард Ернест Ото Цузе (  * 22. јун 1910. - † 18. децембар 1995.) је био немачки грађевински инжењер, проналазач и рачунарски пионир. Његов највећи успех је био први програмабилан рачунар на свету; функционалан, контролисан помоћу програма, и Тјуринг-комплетан Z3 је постао оперативан у мају 1941. године. Захваљујући овој машини и њеним следбеницима, Цузе се често сматра изумитељем модерног рачунара.
Цузе је такође заслужан за стварање С2 рачунарске машине, која се сматра првим рачунаром са контролисаним процесима. Оснивач је једног од најранијих рачунарских предузећа 1941. године, производио је Z4, који је постао Први светски комерцијални рачунар. Од 1943. године до 1945. године створио је први програмски језик високог нивоа, Планкалкул. Године 1969. предлаже концепт универзума заснованог на рачунарима у својој књизи "Рачунање простора".
Већи део његових раних радова финансиран је од стране његове породице и трговине, али након 1939. године добија средства од стране владе Нацистичке Немачке. Због Другог светског рата Цузеов рад протицао је незапажено у Великој Британији и САД. Највероватније је његов први документовани утицај на Америчку компанију била IBM опција на његовим патентима 1946. године.
Постоји реплика рачунара Z3, као и оригиналног Z4, у Немачком музеју у Минхену. Технички музеј у Берлину поседује изложбу посвећену Цузеу, где је представљено 12 његових машина, укључујући и реплику Z1 и неколико Цузеових слика.

## Рад пре Другог светског рата и
Рођен је у Берлину, Немачка, 22. јуна 1910, а са својом породицом се преселио, 1912, у Брањево, Источна Пруска, где је његов отац био поштански службеник. Цузе је ишао у Колегијум Хосијанум у Брањеву. Породица се преселила у Хојерсверда, 1923, где је положио матуру 1928, чиме се квалификовао за улазак на универзитет.
Уписао се у Технички факултет у Берлину и истраживао је како инжењеринг тако и архитектуру, али су му биле досадне. Цузе је онда уписао грађевинарство, на чему је и дипломирао 1935. Једно време је радио за Форд Мотор компанију, користећи своје значајне уметничке вештине у дизајну реклама. Он је почео да ради као пројектант у фабрици авиона "Хенчел" у Шенефелда у близини Берлина. То је захтевало рачунање многих перформанси ручно, што је њему било јако досадно, што га је навело да сања о машини која ће то обављати.
Почев од 1935. године експериментисао је у изградњи рачунара у стану његових родитеља у Wrangelstraße 38, па се са њима преселио у њихов нови стан на Methfesselstraße 10, улица која води до Креузберга, Берлин. Рад у стану својих родитеља 1936. године, његов први покушај, назван је Z1, био бинарни механички калкулатор покретног зареза ограничене програмабилности, читајући упутства са избушеног филма од 35 мм. Цузе је објавио два патента која су претходила фон Нојман архитектури, 1937. Завршио је Z1 1938. Z1 садржи око 30.000 металних делова и никада није добро радила због недовољне механичке прецизности. Дана 30. јануара 1944. године, Z1, и његови оригинални нацрти, је уништен у родитељском стану заједно са много околних зграда у британском бомбардовању Берлина у Другом светском рату.
Између 1987. и 1989. године, Цузе је поново изградио Z1, али је претрпео срчани удар на пола пута кроз пројекат. То је коштало 800.000 марака, (око $500.000) и тражи четири особе (укључујући Цузеа) да се монтира. Средства за овај пројекат ретрорачунара доделио је Сименс и конзорцијум пет компанија.

### 1939–1945
Године 1939, Цузе је позван у војну службу, где су му дати ресурси да коначно направи Z2. У септембру 1940, Цузе је представио Z2, који је заузимао неколико соба у родитељском стану, стручњацима Deutsche Versuchsanstalt für Luftfahrt (DVL; Немачки истраживачки институт за авијацију). Z2 је била ревидирана верзија Z1 користећи телефонске релеје.
Немачка влада је 1940. године почела да финансира њега и његову компанију преко Aerodynamische Versuchsanstalt (AVA, Аеродинамички истраживачки институт, претеча DLR), који је користио његов рад за производњу једрећих бомби. Цузе је направио рачунарске машине Z1S1 и S2, које су биле уређаји посебне намене који су израчунавали аеродинамичке корекције на крилима радио-контролисаних летећих бомби. S2 је имао интегрисани аналогно-дигитални конвертор под програмском контролом, што га је чинило првим процесом контролисаним рачунаром.
Године 1941, Цузе је покренуо компанију Zuse Apparatebau (Цузе конструкција апарата) за производњу својих машина, изнајмивши радионицу на супротној страни у Methfesselstraße 7 и протежући се кроз блок до Belle-Alliance Straße 29 (преименоване и пренумериране у Мехрингдам 84 у 1947).